# 中国科学院
中国科学院，又简称中科院、科学院，是中华人民共和国科学技术方面的最高学术机构，全国自然科学与高新技术综合研究发展中心，为正部级国务院直属事业单位，於1949年11月在北京成立。1977年5月，哲学社会科学学部独立為中国社会科学院，1994年，在技術科學部的基礎上及國家科委的支持下，成立中国工程院。
中国科学院与中国工程院并称“两院”。发展至今，中科院下设6个学部（数学物理学部、化学部、生命科学和医学学部、地学部、信息技术科学部、技术科学部），以及12个分院（北京、沈阳、长春、上海、南京、武汉、广州、成都、昆明、西安、兰州、新疆）、84个研究院所、2所大学、2所学院、4个文献情报中心、3个技术支撑机构和2个新闻出版单位，分布在全国20多个省（市）。此外，还投资兴办了430余家科技型企业（含转制单位），涉及11个行业，其中包括8家上市公司。此外，中国科学院还拥有（含与其他单位共建）4个国家实验室、85个国家重点实验室和153个中国科学院重点实验室。
管理有承担中科院各分院、研究所及大学的网络互联的中国科技网互联网骨干网。

## 历史

### 初创时期

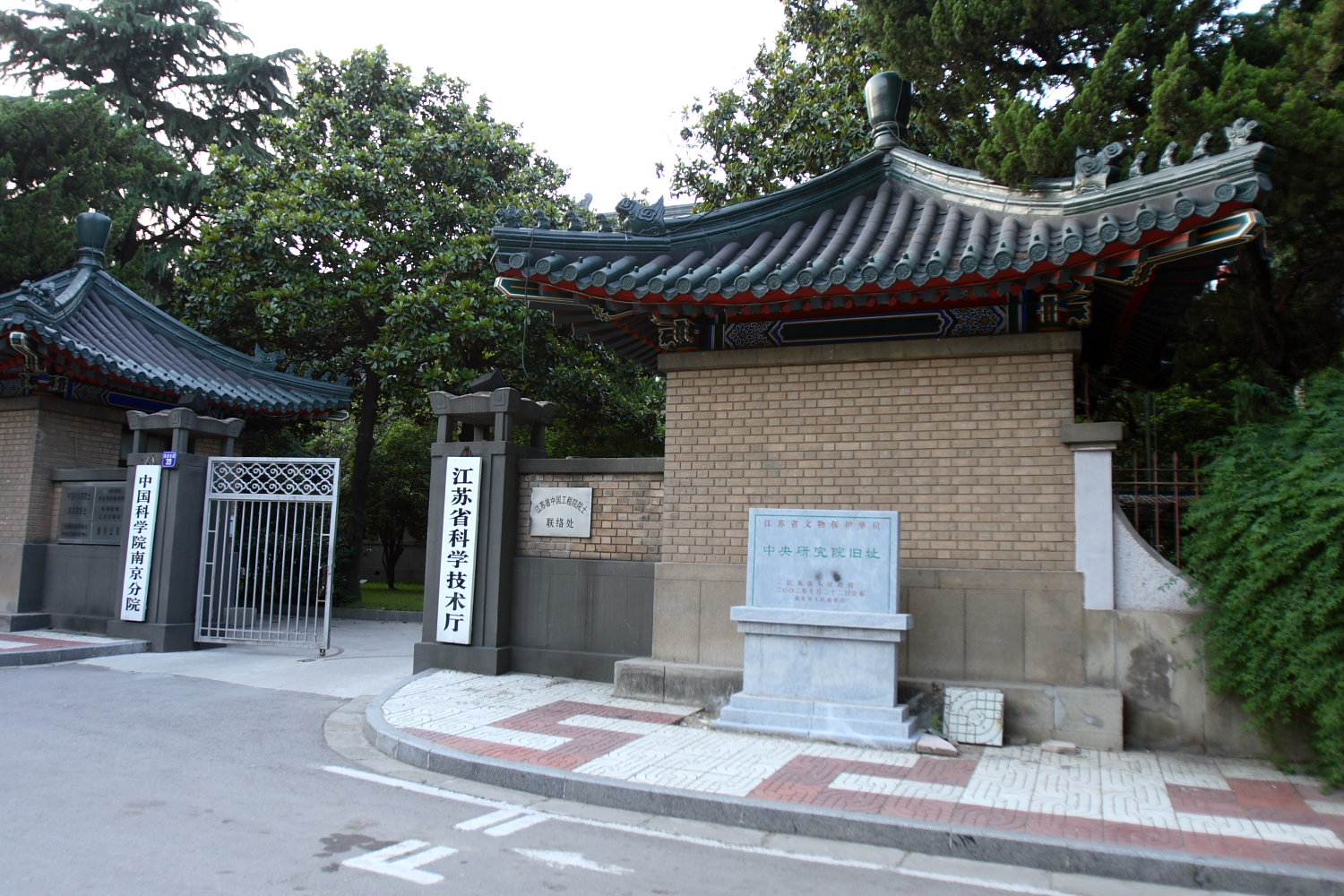
中国科学院南京分院，原中央研究院旧址

1949年春，郭沫若、丁瓒、钱三强等人参加在布拉格召开的世界和平拥护者大会时，丁瓒透露了中共中央在中华人民共和国成立后建立统一的科学院作为中国最高科学机构的意图，内定由郭沫若负责。1949年6月，中共中央决定由陆定一负责筹备建立科学院，恽子强和丁瓒协助，钱三强和黄宗甄参与。1949年9月，钱三强和丁瓒共同起草《建立人民科学院草案》，由丁瓒写院部机构，钱三强写各研究所的部分，写后经恽子强看过送给陆定一。 
1949年10月19日，中央人民政府委员会第三次会议，任命郭沫若为中国科学院院长，陈伯达、李四光、陶孟和、竺可桢为副院长。1949年11月，中华人民共和国成立后一个月，中国科学院在北京成立，院部最初位于静生生物调查所原址（北京北海西沿附近的文津街3号）。中科院创建之初，也接收了中央研究院、国立北平研究院及中央地质调查所等研究机构的设施和人员。科学院行政上隶属政务院文教委员会，实际上是中共中央宣传部的陆定一和胡乔木主管，重要的事都是由中宣部向中央汇报同意后就定了。研究计划局局长由竺可桢副院长兼任，钱三强任副局长。调整和改组研究机构。把数学、物理、社会科学集中在北京；生物、化学等在上海；天文、地学在南京；技术科学在东北，为了加强东北的基础科学研究部分，把在上海的物理化学研究所迁到长春。
1949年11月，中国科学院党组成立，首任院党组书记恽子强（院办公厅副主任兼人事处长），副书记丁瓒（院办公厅副主任），党组成员恽子强，丁瓒，汪志华，严希纯（同时为中国致公党的领导人之一，2个月后经中央有关部门决定不再参加院党组），孙桐（安其春，时任人事处副处长），吴征镒（时任院党支部书记、植物分类所副所长）。1950年增加李亚农，范文澜，关肇直，曹日昌；1951年增加刘大年，张克明；1952年增加秦力生。1952年1月，恽子强赴东北分院（拟任副院长）之后，丁瓒代理党组书记。
1952年底，张稼夫调离西北局，到中国科学院任副院长、党组书记，恽子强分工管数理化方面工作，丁瓒调心理研究所。1952年12月30日，张稼夫到任。

### 文革时期

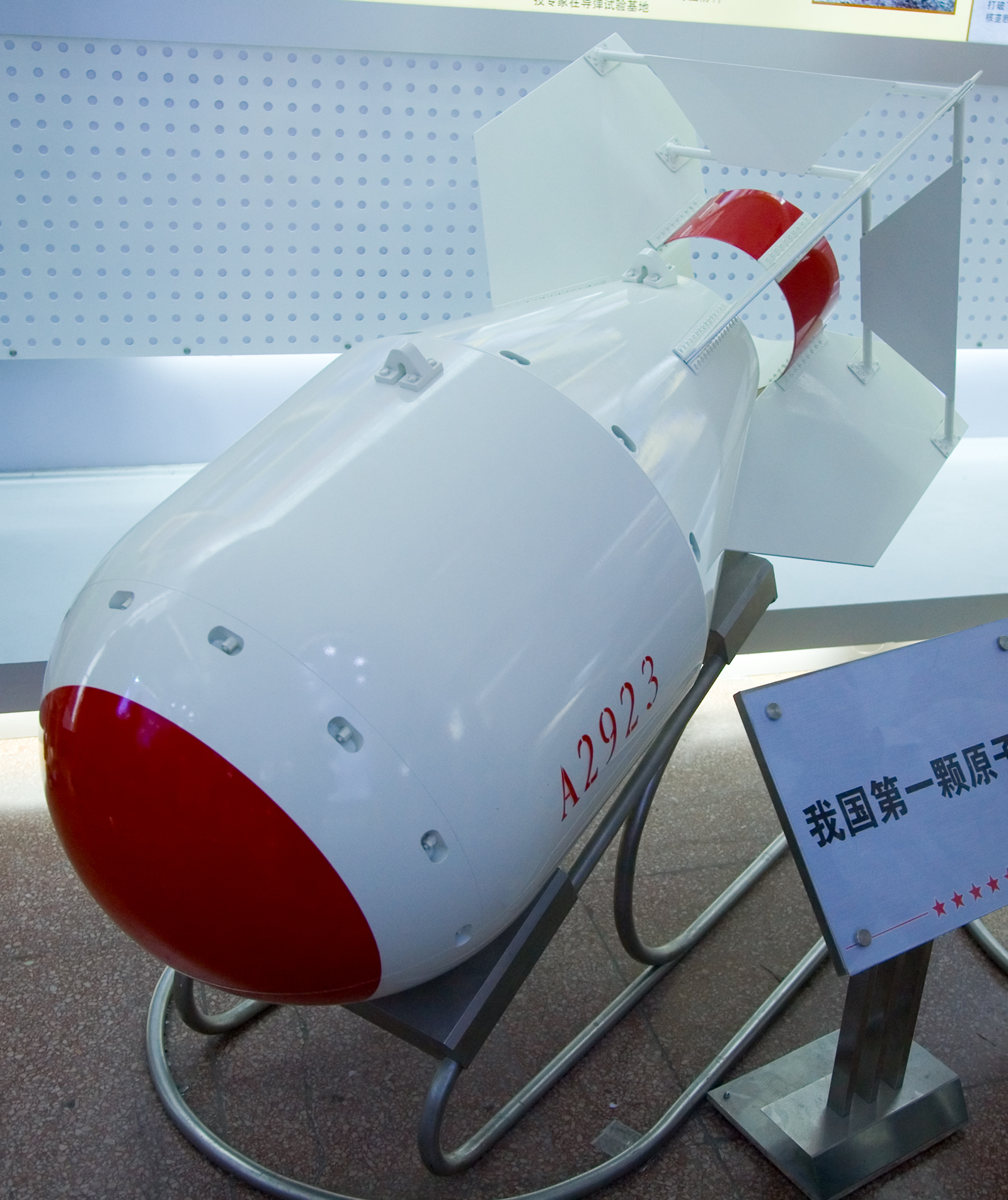
中国第一颗自由落体核弹 A2923 的模型

1966年文化大革命爆发后，国家科学技术委员会、中国科学技术协会、中国科学院先后被“砸烂”。1968年底，中国科学院仅在北京的171位高级研究人员中，便有131位先后被列为打倒和审查对象。文革期间，全院被迫害致死者达229名。除被立案审查或打倒外，包括中国科学院人员在内的中国大批科技人员及科技干部被下放到五七干校劳动。1969年9月20日，毛泽东思想宣传队进驻中国科学院，1969年11月29日撤出。
1970年7月1日，中国科学院革命委员会与国家科学技术委员会军事管制委员会合并，组成新的中国科学院革命委员会，对外活动时仍用中国科学技术协会的名义，同时中科院迁入三里河路52号原国家科委大楼。1972年7月，中国共产党中国科学院核心小组成立，中共中央任命郭沫若为中国共产党中国科学院核心小组组长。
1975年初邓小平主持中央和国务院日常工作后，提出整顿中国科学院。这次整顿是对全国科技工作领导机构的整顿，重点是调整知识分子政策和科技政策。1975年7月18日，胡耀邦、李昌、王光伟到中国科学院主持工作。8月17日，胡耀邦等人将汇报提纲《关于科技工作的几个问题》报送邓小平。9月26日，邓小平主持的国务院会议讨论并基本通过了《关于科技工作的几个问题》，邓小平让在国务院研究室工作的胡乔木帮助修改，胡乔木作较多修改，并将原题《关于科技工作的几个问题》改为《科学院工作汇报提纲》。10月7日，中央通知胡耀邦任中国共产党中国科学院核心小组第一副组长，李昌、王光伟任副组长，王屏、刘华清、胡克实任核心小组成员。核心小组组长仍是郭沫若，武衡继续任核心小组副组长。1975年11月，毛泽东发动“批邓、反击右倾翻案风”。《论全党全国各项工作的总纲》、《科学院工作汇报提纲》、《关于加快工业发展的若干问题》被批判为“三株大毒草”，因此夭折。
1977年5月，中国科学院哲学社会科学部另组中国社会科学院。
1977年6月22日至7月7日，中共中国科学院核心小组第一副组长、副院长方毅主持召开院工作会议。会议讨论了《1978年至1985年中国科学院发展规划纲要（草案）》，决定取消院、所两级革命委员会。1977年9月18日，中共中央批准重建国家科学技术委员会，作为国务院所属的一个主管科学技术工作的部门，方毅任主任。中国科学院不再承担国家科学技术委员会的职能。1978年，中国科学院成立中国科学技术大学研究生院（北京）。

### 改革开放
2001年，中国科学技术大学研究生院（北京）改名中国科学院研究生院。2012年7月23号，教育部同意中国科学院研究生院更名为中国科学院大学的申请，同时教育部建议中科院撤销中科院研究生院的建制。

## 职责
根据《中国科学院职能配置、内设机构和人员编制规定》，中科院承担下列职能：
1. 瞄准国家发展战略目标和国际科技前沿，主要从事基础研究和战略性研究，重点研究和解决中国现代化建设中的基础性、战略性、综合性、前瞻性重大科技问题。
2. 结合科学研究，培养和输送具有创新意识和创新能力的高素质科技人才。
3. 促进中国高技术产业的发展和传统产业技术更新；为提高中国技术创新能力提供坚实基础。
4. 加强中国科学院学部建设，为国家宏观决策提供咨询、提出建议和参与对国家重大科技问题的评议。
5. 按照开放、流动、竞争、择优的原则，建设一支包括一批国际知名的科学家、一批中青年科研骨干和精干高效的技术专家、管理人员的高水平的科技队伍。
6. 逐步建立和不断完善与国际基本接轨并符合中国国情的国家科研机构新体制和现代科研院所制度；重点建设和稳定支持一批具有国际水平的国家知识创新基地，发挥国家知识创新体系核心的作用。
7. 加大开放力度，广泛开展国内外学术交流与合作，促进知识和人才交流；提高国际科技交流与合作的水平，拓展渠道，提高层次，扩大规模；发展与香港特别行政区、澳门及台湾地区的科技交流与合作；建立与社会和企业的联系，探索与跨国高技术企业之间的合作途径。
8. 承办国务院交办的其他事项。

## 机构设置
根据《中国科学院职能配置、内设机构和人员编制规定》，中科院设置下列机构：

### 内设机构
- 办公厅
- 学部工作局
- 前沿科学与基础研究局
- 重大科技任务局
- 可持续发展研究局
- 科技基础能力局
- 发展规划局
- 财务与资产管理局
- 人事局
- 直属机关党委
- 国际合作局
- 监督与审计局
- 离退休干部工作局

### 直属事业单位

#### 直属研究单位

##### 京区（北京分院）
- 数学与系统科学研究院
- 物理研究所
- 理论物理研究所
- 高能物理研究所
- 力学研究所
- 声学研究所
- 理化技术研究所
- 化学研究所
- 国家纳米科学中心
- 生态环境研究中心
- 过程工程研究所
- 地理科学与资源研究所
- 国家天文台
  - 云南天文台
  - 新疆天文台
  - 长春人造卫星观测站
  - 南京天文光学技术研究所
- 地质与地球物理研究所
- 青藏高原研究所
- 古脊椎动物与古人类研究所
- 大气物理研究所
- 植物研究所
- 动物研究所
- 心理研究所
- 微生物研究所
- 生物物理研究所
- 遗传与发育生物学研究所
  - 遗传与发育生物学研究所农业资源研究中心[註 2]
- 北京基因组研究所（国家生物信息中心）
- 计算技术研究所
- 软件研究所
- 半导体研究所
- 微电子研究所
- 空天信息创新研究院
- 自动化研究所
- 电工研究所
- 工程热物理研究所
- 国家空间科学中心
- 自然科学史研究所
- 科技战略咨询研究院
- 信息工程研究所
  - 数据与通信保护研究教育中心
- 空间应用工程与技术中心
- 天津工业生物技术研究所

##### 沈阳分院
- 金属研究所
- 沈阳应用生态研究所
- 沈阳自动化研究所
- 大连化学物理研究所
- 海洋研究所
- 青岛生物能源与过程研究所
- 烟台海岸带研究所

##### 长春分院
- 长春光学精密机械与物理研究所
- 长春应用化学研究所
- 东北地理与农业生态研究所
  - 东北地理与农业生态研究所农业技术中心[註 3]
- 国家天文台长春人造卫星观测站

##### 上海分院
- 上海微系统与信息技术研究所
- 上海技术物理研究所
- 上海光学精密机械研究所
- 上海硅酸盐研究所
- 上海有机化学研究所
- 上海应用物理研究所
- 上海天文台
- 分子细胞科学卓越创新中心
- 脑科学与智能技术卓越创新中心
- 分子植物科学卓越创新中心
- 上海营养与健康研究所
- 上海药物研究所
- 上海免疫与感染研究所
- 上海高等研究院
- 微小卫星创新研究院
- 福建物质结构研究所
- 宁波材料技术与工程研究所
- 城市环境研究所
- 杭州医学研究所

##### 南京分院
- 南京地质古生物研究所
- 南京土壤研究所
- 南京地理与湖泊研究所
- 紫金山天文台
- 苏州纳米技术与纳米仿生研究所
- 苏州生物医学工程技术研究所
- 赣江创新研究院

##### 武汉分院
- 武汉岩土力学研究所
- 精密测量科学与技术创新研究院
- 武汉病毒研究所
- 水生生物研究所
- 武汉植物园[註 4]
- 水利部中国科学院水工程生态研究所[註 5]

##### 广州分院
- 南海海洋研究所
- 华南植物园（原华南植物研究所）
- 广州能源研究所
- 广州地球化学研究所
  - 广州地球化学研究所长沙矿产资源勘查中心[註 6]
- 广州生物医药与健康研究院
- 深圳先进技术研究院
- 亚热带农业生态研究所[註 7]
- 深海科学与工程研究所

##### 成都分院
- 成都生物研究所
- 成都山地灾害与环境研究所
- 光电技术研究所
- 重庆绿色智能技术研究院

##### 昆明分院
- 昆明动物研究所
- 昆明植物研究所
- 西双版纳热带植物园
- 地球化学研究所
- 云南天文台

##### 西安分院
- 西安光学精密机械研究所
- 国家授时中心
- 地球环境研究所
- 山西煤炭化学研究所

##### 兰州分院
- 近代物理研究所
- 兰州化学物理研究所
- 西北生态环境资源研究院
- 青海盐湖研究所
- 西北高原生物研究所

##### 新疆分院
- 新疆理化技术研究所
- 新疆生态与地理研究所
- 新疆天文台

#### 直属高等学校

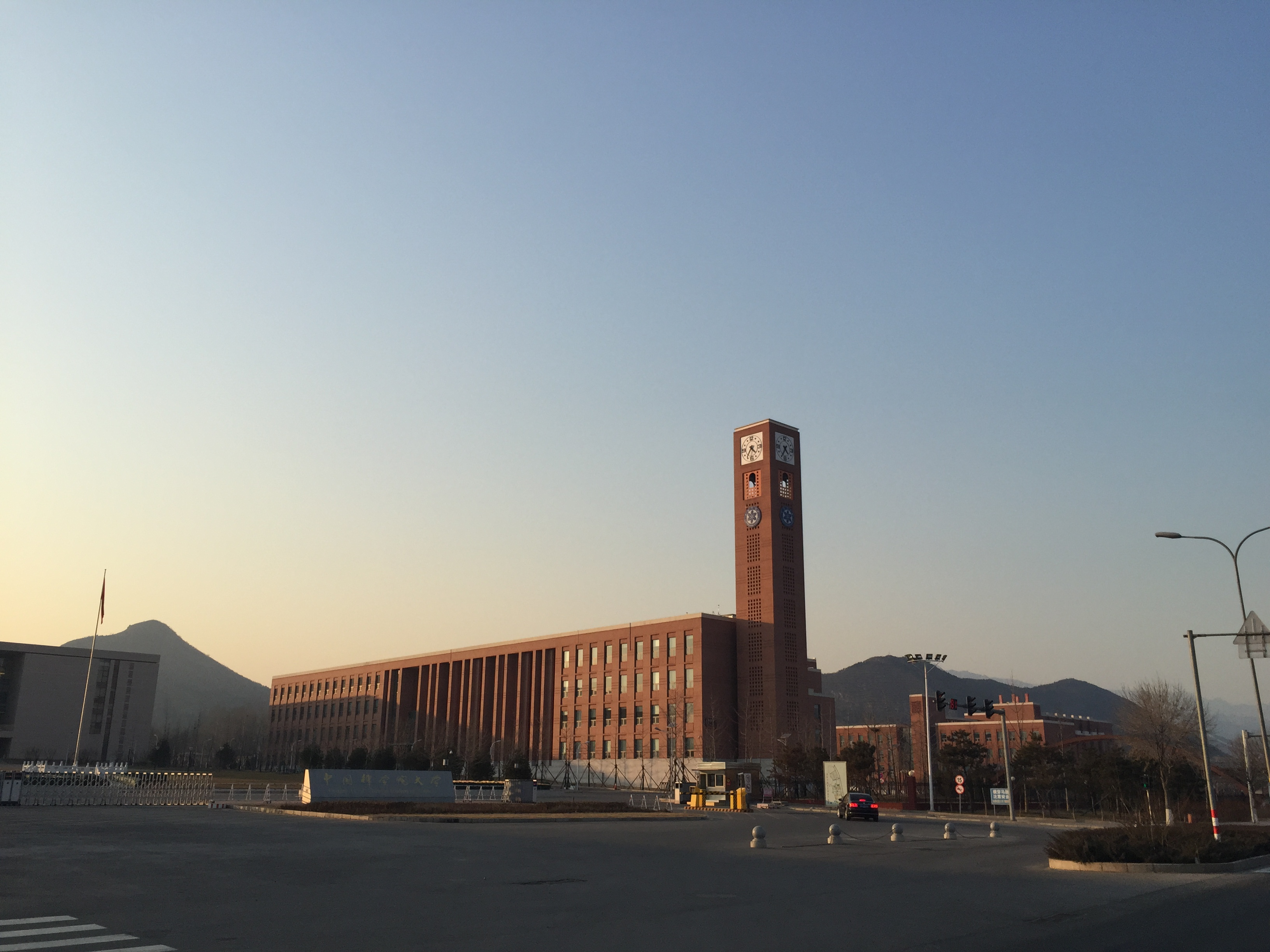
中国科学院大学

- 中国科学技术大学[註 8]
- 中国科学院大学

#### 直属管理与公共支撑单位

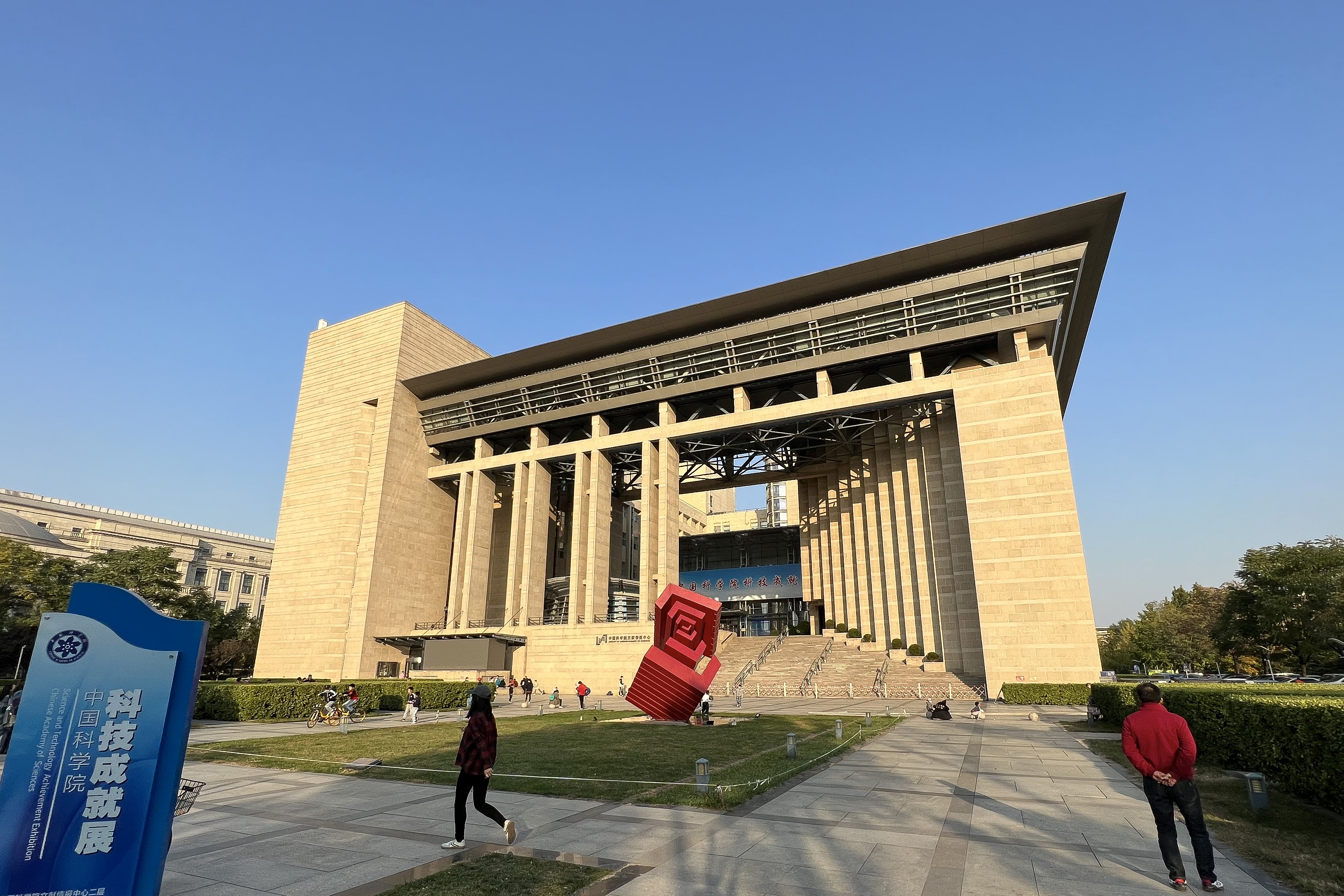
中国科学院文献情报中心

- 科技创新发展中心
- 中国科学院行政管理局
- 计算机网络信息中心
- 文献情报中心（国家科学图书馆）
  - 成都文献情报中心
  - 武汉文献情报中心

#### 直属新闻出版单位
- 《中国科学报》社

#### 其他直属事业单位
- 北京综合研究中心
- 中国科学院青岛疗养院（致远楼宾馆）
- 中国科学院庐山疗养院（含鄱口宾馆）

### 直属企业单位
中国科学院直属企业单位由中国科学院国有资产经营有限责任公司全资或控股持有。
- 中国科学院控股有限公司
- 联想控股股份有限公司
- 中科实业集团（控股）有限公司
- 东方科仪控股集团有限公司
- 中国科技出版传媒集团有限公司
- 中国科技产业投资管理有限公司
- 北京中科科仪股份有限公司
- 北京中科院软件中心有限公司
- 中科院建筑设计研究院有限公司
- 北京中科资源有限公司
- 中国科学院沈阳计算技术研究所有限公司
- 中国科学院沈阳科学仪器股份有限公司
- 中科院南京天文仪器有限公司
- 中科院广州化学有限公司
- 中科院广州电子技术有限公司
- 中国科学院成都有机化学有限公司
- 中科院成都信息技术股份有限公司
- 中科院科技服务有限公司
- 上海碧科清洁能源技术有限公司
- 深圳中科院知识产权投资有限公司
- 国科嘉和（北京）投资管理有限公司
- 国科健康生物科技有限公司
- 中科院创新孵化投资有限责任公司
- 国科健康管理股份有限公司
- 北京科诺伟业科技股份有限公司
- 国科量子通信网络有限公司
- 喀斯玛控股有限公司

### 共建单位
- 上海市：上海科技大学
- 科技部：全国科学技术名词审定委员会（代管）
- 中国石油天然气总公司：中国科学院渗流流体力学研究所
- 中国核工业集团公司：中国原子能科学研究院
- 上海辰山植物园
- 广西壮族自治区：中国科学院广西植物研究所
- 水利部：中国科学院水工程生态研究所
- 江西省：中国科学院庐山植物园
- 江苏省：江苏省中国科学院植物研究所
- 陕西省：中国科学院秦岭国家植物园
- 广东省：中国科学院仙湖植物园
- 教育部：中国科学院水土保持与生态环境研究中心
- 国家国防科技工业局重大专项工程中心

### 群团和其他组织
- 中科院网络安全和信息化领导小组办公室
- 中国科学院妇工委
- 中国科学院团委
- 中国科学院工会
- 中国科学院老科学技术工作者协会
- 中国科学院文学艺术联合会

## 组织人事

### 历任院长
1. 郭沫若（1949年10月－1978年6月）
2. 方毅（1979年7月－1981年5月）
3. 卢嘉锡（1981年5月－1987年1月）
4. 周光召（1987年1月－1997年7月）
5. 路甬祥（1997年7月－2011年3月）
6. 白春礼（2011年3月－2020年12月）
7. 侯建国（2020年12月－）

### 历任副院长
- 院长：郭沫若（1949年10月－1978年6月）
- 院长：方毅（1979年7月－1981年5月）
- 院长：卢嘉锡（1981年5月－1987年1月）
- 院长：周光召（1987年1月－1997年7月）
- 院长：路甬祥（1997年7月－2011年3月）
- 院长：白春礼（2011年3月－2020年12月）
  - 副院长：刘伟平（2016年4月－2018年3月）
- 院长：侯建国（2020年12月－）
  - 副院长：……吴朝晖（2024年4月－，兼党组副书记，正部长级）、周琪（兼中国科学院大学党委书记、校长）、汪克强（2023年5月－）、丁赤飚（2023年9月－）、何宏平（2024年9月－）

### 其他院领导
……
- 院长：侯建国（2020年12月－）
  - 驻院纪检监察组组长：孙也刚
  - 秘书长：……孙晓明（2025年3月－，兼人事局局长、直属机关党委副书记）
  - 副秘书长：……王华（2025年4月－，兼中国科学院上海分院分党组书记、院长，沪区党委书记）、文亚（2025年4月－，兼发展规划局局长）、王大同（2025年4月－）

### 学部与院士
中国科学院学部成立于1955年，是中国国家最高科学技术咨询机构，现设数学物理学部、化学部、生命科学和医学学部、地学部、信息技术科学部和技术科学部六个学部。
中国科学院院士从全国最优秀的科学家中选出，每两年增选一次。目前有院士702人，外籍院士53人。全体院士大会是最高权力机构，其常设领导机构是学部主席团，由中国科学院院长担任学部主席团执行主席。